# Oligosoma auroraense
Oligosoma auroraense — вид сцинкоподібних ящірок родини сцинкових (Scincidae). Ендемік Нової Зеландії. Описаний у 2019 році.

## Поширення і екологія
Ophiomorus auroraense мешкають в районі затоки Гок-Бей, на сході Північного острова Нової Зеландії. Вони живуть у чагарниках серед прибережних дюн, на луках та на узліссях прибережних лісів, на висоті до 180 м над рівнем моря. Ведуть денний, наземний спосіб життя.

## Збереження
МСОП класифікує цей вид як вразливий. Oligosoma auroraense загрожує хижацтво з боку інтродукованих тварин.